# Ludwig Bretschneider
Ludwig Bretschneider, celým jménem Ludwig August Bretschneider (22. srpna 1860 Vídeň – 4. srpna 1929 Vídeň), byl rakouský sociálně demokratický politik, na počátku 20. století poslanec Říšské rady, v meziválečném období poslanec rakouské Národní rady.

## Biografie
Vychodil národní školu a uměleckou řemeslnou školu. Pracoval jako sochař. Byl aktivní v Sociálně demokratické straně Rakouska jako stranický tajemník. V roce 1899 byl odsouzen za sedm měsíců do vězení. Podílel se na vydávání listů Arbeiter-Zeitung, Volkstribüne a Gleichheit.
Na počátku 20. století se zapojil i do celostátní politiky. Ve volbách do Říšské rady roku 1907, konaných poprvé podle všeobecného a rovného volebního práva, získal mandát v Říšské radě (celostátní zákonodárný sbor) za obvod Dolní Rakousy 43. Usedl do poslanecké frakce Klub německých sociálních demokratů. Za týž obvod obhájil mandát i ve volbách do Říšské rady roku 1911 a ve vídeňském parlamentu setrval až do zániku monarchie.Profesně byl k roku 1911 uváděn jako soukromý úředník.
V letech 1918–1919 byl poslancem Dolnorakouského zemského sněmu.
Po válce zasedal v letech 1918–1919 jako poslanec Provizorního národního shromáždění Německého Rakouska (Provisorische Nationalversammlung), následně od 4. března 1919 do 9. listopadu 1920 jako poslanec Ústavodárného národního shromáždění Rakouska a pak dlouhodobě (od 10. listopadu 1920 do 18. května 1927) jako poslanec rakouské Národní rady, stále za rakouskou sociálně demokratickou stranu.